# Edmond About
Edmond François Valentin About, född den 14 februari 1828 i Lothringen, död den 16 januari 1885 i Paris, var en fransk romanförfattare och tidningsman.

## Biografi
About bedrev 1851–1853 arkeologiska studier i Aten och skildrade på ett allt annat än smickrande sätt det grekiska samhället i sin bok La Grèce contemporaine (1855), där hans livliga, klara stil och överflödande franska esprit redan gjorde sig gällande. Samma år väckte han en viss uppståndelse med sin första roman, Tolla, och gjorde lycka som konstkritiker. Hans intagande noveller Les mariages de Paris (1856; "Parisiska äktenskap", 1857) i "Moniteurs" följetong efterföljdes av de underhållande romanerna Le roi des montagnes (med grekiskt ämne, 1856; "Skogarnes konung", 1872), Germaine (1857: svensk översättning 1858), Madelon (1863) med flera. Efter en resa till Italien riktade han i sin skrift La question romaine (1858; "Påven och kyrkostaten", 1859) mot påvedömet ett angrepp, som genljöd vida omkring och fullföljdes genom hans veckokrönikor i "Opinion nationale" under den harmlösa titeln Lettres d'un bon jeune homme à sa cousine Madeleine. 
Med sina dramatiska försök hade About ingen framgång, och hans skådespel Gaetana framkallade 1862 på Odéonteatern ett oerhört larm, anstiftat av hans litterära, politiska och religiösa motståndare. Han var väl sedd vid Napoleon III:s hov. Efter fransk-tyska krigets utbrott följde han med de Mac Mahons avdelning till Elsass och skrev krigskorrespondenser till "Soir". Efter kejsardömets fall slöt About sig öppet till republiken, stödde Thiers' politik och uppsatte, jämte Francisque Sarcey och andra, den moderat-republikanska tidningen "XIX:e Siècle", i vilken han skarpt angrep de klerikala och monarkiska partierna. Bland hans skrifter märks vidare några i populär nationalekonomi samt den av Franska Akademien prisbelönta Roman d'un brave homme (1880), en protest mot Émile Zolas naturalism. About invaldes 1884 i Franska Akademien.

## Utgivet på svenska[11]
- 1859 – Påfven och Kyrkostaten Libris 2489485
- 1860 – Fem trappor upp Libris 2706760
- 1861 – Revidering af Europas karta Libris 2489488
- 1867 – Vapenkamraten' Libris 1583286
- 1868 – Giftermål i landsorten Libris 1583293
- 1869 – Om försäkringar Libris 1570403
- 1869 – Kapten Bitterlin Libris 1570402
- 1870 – Arbetets värde Libris 1570400
- 1872 – Skogarnes konung Libris 1570404
- 1874 – Den ärelöse Libris 1570401
- 1914 – Kapten Bitterlins förtretligheter Libris 1499812